# Иркутское военное училище
Иркутское военное училище — военно-учебное заведение Российской императорской армии, занимавшееся подготовкой офицеров пехоты, а также кавалерии (в первые годы существования).
Училищный праздник: 6 декабря (день Св. Николая).

## История
Создано 20 сентября 1874 года согласно приказу № 161 от 1872 года по Военному ведомству для обучения вольноопределяющихся из казаков. Изначально имело название Иркутское юнкерское училище. Готовило офицеров для регулярных и казачьих войск Сибири и Дальнего Востока. В училище принимали казаков Забайкальского, Уссурийского, и Амурского казачьих войск, а также Иркутской и Красноярской сотен. Предполагалось, что доля казаков среди учащихся должна составлять 2/3, но на практике их было меньше.
Учебный курс состоял из двух классов: младшего (общеобразовательного) и старшего (получение военных знаний, необходимых для командования батальоном). С 1878 по 1901, в связи с низким уровнем образования казачьего населения Сибири, при училище действовал приготовительный класс.
В 1901 году приказом по Военному ведомству № 197 было переформировано в  трёхклассное Иркутское пехотное юнкерское училище на 100 юнкеров. Юнкера-казаки были переведены в Оренбургское казачье училище. Выпускники Иркутского училища служили в гарнизонах Омска, Томска, Красноярска и Иркутска.
Во время русско-японской войны юнкера обучали ратников государственного ополчения в различных гарнизонах Сибири, а выпуск 1905 года целиком был выпущен в 4-й Сибирский армейский корпус, действовавший на территории Маньчжурии.
В 1906 году приказом по Военному ведомству № 588 училищу был разрешён сверхкомплект переменного состава в количестве 10 юнкеров.
В 1909 году переименовано в Иркутское военное училище.
В 1910 году приказом № 341 по Военному ведомству переменный состав училища был увеличен до 200 юнкеров (до 165 с 1 сентября 1910 и до 200 с 1 сентября 1911 года).
С 1 сентября 1913 года в связи с ухудшавшейся военно-политической обстановкой училищу было разрешено принимать 50 юнкеров сверх штата.
С началом Первой мировой войны переменный состав был увеличен до 250 (1914), а затем до 320 (1915) юнкеров. Юнкера выпускались в Сибирские стрелковые полки (в боях 1914—1915 гг., потери последних составили до 85 % личного состава).
В 1917 году училище приняло участие в борьбе против советской власти. В 1918 году было расформировано.
В здании училища в начале 1920-х годов функционировала Иркутская пехотная школа, курсантом которой был будущий генерал армии А. П. Белобородов.

## Форма училища
Белые погоны без выпушки и без шифровки.

## Знамя училища
27 января 1903 года училищу было пожаловано простое знамя, образца 1900 года Кайма белая, шитьë золотое. Навершие образца 1857 года (гвардейское). Древко белое. Изображён Спас Нерукотворный.

## Известные выпускники
- Аргунов, Афиноген Гавриилович
- Базилев, Дмитрий Николаевич
- Берман, Матвей Давыдович
- Брилев, Никита Григорьевич
- Венцов-Кранц, Семён Иванович (1897—1937) — советский военный деятель, комдив.
- Казачихин, Владимир Иванович
- Калпакс, Оскар Петрович
- Камбалин, Александр Иннокентьевич
- Матвеев, Николай Михайлович
- Пешков, Дмитрий Николаевич
- Рейтер, Макс Андреевич
- Смолин, Иннокентий Семёнович
- Торновский, Михаил Георгиевич
- Тонких, Иван Васильевич
- Шильников, Иван Фёдорович
- Элерц-Усов, Александр Васильевич
- Оглоблин, Прокопий Петрович

## Командование

### Начальники училища
- 17.07.1874-12.12.1874 — полковник Барабаш, Яков Фёдорович
- 25.09.1904-после 01.01.1916 — полковник (с 01.09.1910 генерал-майор) Станковский, Степан Карлович

### Инспекторы классов
- 14.11.1901-19.11.1910 — подполковник фон Ахте, Александр Аполлонович

## Адрес
Иркутск, ул. Троицкая (ныне — ул. 5-й Армии), д. 65
Летом училище выводилось в военный лагерь, который находился в 5 верстах от города, на р. Ушаковке.